# Florian Baxmeyer
Florian Baxmeyer (Kettwig, 30 de dezembro de 1974) é um cineasta alemão. Foi indicado ao Oscar de melhor curta-metragem em live action na edição de 2004 pelo trabalho na obra Die rote Jacke, seu primeiro filme, produzido durante sua pós-graduação na Universidade de Hamburgo.

## Filmografia
- Die rote Jacke (2002)
- Großstadtrevier (2003)
- Das Blut der Templer (2004)
- Tatort (2007-2017)
- Die Jagd nach der heiligen Lanze (2010)
- Wie ein Licht in der Nacht (2010)
- Die Jagd nach dem Bernsteinzimmer (2012)